# Ayrk
Ayrk (en arménien Այրք ; anciennement Dashkend) est une communauté rurale du marz de Gegharkunik, en Arménie. Elle compte 471 habitants en 2008.